# Carolina Araujo
Carolina Araujo (ur. 11 czerwca 1971) – mozambicka pływaczka.
Brała udział w Letnich Igrzyskach w 1988 w Seulu, na których startowała w zawodach na 50 i 100 m stylem dowolnym oraz 100 m stylem grzbietowym. Na najkrótszym dystansie w stylu dowolnym, mimo ustanowienia rekordu olimpijskiego z czasem 29,64 i zajęcia pierwszego miejsca w swoim wyścigu eliminacyjnym, odpadła z rywalizacji w pierwszej rundzie i w klasyfikacji generalnej została sklasyfikowana na 48. pozycji. Na dwukrotnie dłuższym dystansie także zakończyła rywalizację w pierwszej rundzie plasując się na 1. lokacie w swoim wyścigu eliminacyjnym z czasem 1:05,11. W końcowej klasyfikacji zajęła 53. miejsce. Na 100 m stylem grzbietowym Araujo także odpadła w pierwszej rundzie plasując się na ostatniej, 3. pozycji w swoim wyścigu eliminacyjnym z czasem 1:15,86. W ostatecznej klasyfikacji była 40.
Wygranie pierwszego biegu eliminacyjnego w zawodach na 50 m stylem dowolnym pozwoliło zawodniczce stać się pierwszą w historii posiadaczką rekordu olimpijskiego na tym dystansie, gdyż zawody kobiet w tej konkurencji podczas igrzysk olimpijskich 1988 roku odbyły się po raz pierwszy, zaś pływaczka miała w tym biegu jedną rywalkę, Nancy Khalaf z Libanu. Rekord ten (29,64) przetrwał do czasu rozegrania drugiego biegu eliminacyjnego, w którym wszystkie osiem biorących w nim udział zawodniczek uzyskało lepsze rezultaty od czasu Araujo, a nową rekordzistką z czasem 27,96 została Carolina Mauri z Kostaryki.